# 240-ві
У Римській імперії триває криза третього століття. У Китаї — Період трьох держав, у Персії — імперія Сассанідів.
На території лісостепової України Черняхівська культура. У Північному Причорномор'ї готи й сармати.

## Події
Криза третього століття в Римській імперії.

## Правителі
- Імператорами Риму були Гордіан III до 244 року, а в 244—249 роках — Філіпп Араб. Останній у 247—249 роках співправив з сином Філіппом II Молодшим. 248 року проголосив себе імператором Децій, який 249 року захопив Рим
- Шахиншахом Персії був Шапур I, який у 240—242 роках спвправив з власним батьком Ардаширом І
- Царем Боспору був Рескупорід V з 240 або 242 року. До цього правив Інінтімей.[1]

## Народились
- близько 240 - Зенобія, правителька Пальмірського царства
- близько 240 - Атал, король остготів
- 241 — Цао Мао, четвертий китайський імператор з династії Вей періоду Саньґо
- 244 чи 245 — Діоклетіан, римський імператор

## Померли
- 241 чи 242 — Ардашир І, шахиншах Персії